# Synagogue de Wadowice (1889-1939)

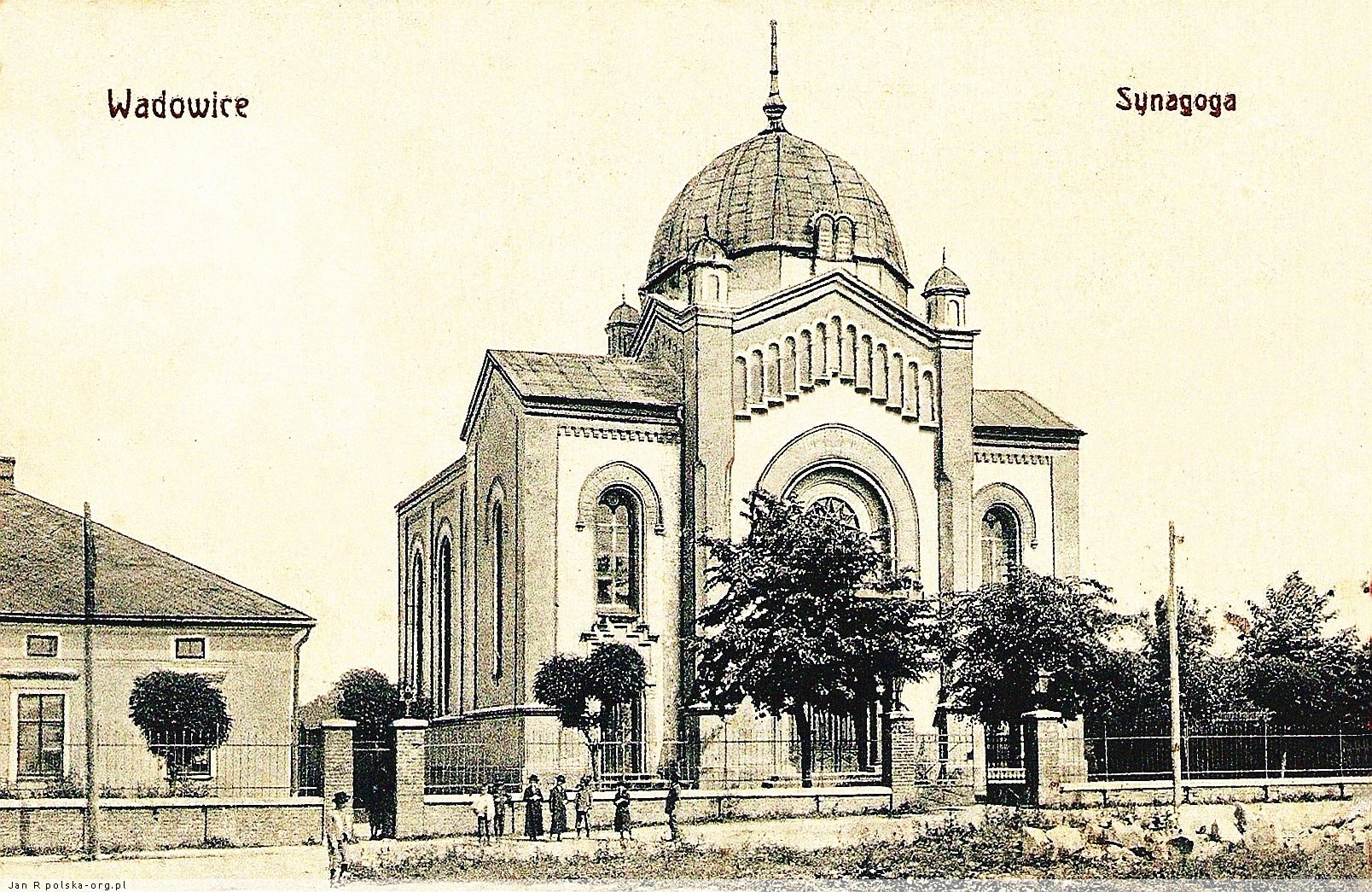
Synagogue de Wadowice

La synagogue de Wadowice est construite entre 1885 et 1889 d'après un projet de l'architecte Carl Korn. Pendant 50 ans, elle devient le centre culturel, social et cultuel de la vie juive à Wadowice.
Dès le début de la Seconde Guerre mondiale, les Allemands mettent le feu à la synagogue.
Wadowice est une ville du sud de la Pologne dans la voïvodie de Petite-Pologne. Située à 45 km au sud-ouest de Cracovie, la ville compte actuellement un peu plus de 18 000 habitants.
Dès 1772 et le premier partage de la Pologne, Wadowice sous le nom de Frauenstadt se trouve sous la domination des Habsbourg. En 1920, après la Première Guerre mondiale et la dissolution de l'Empire austro-hongrois, elle est  intégrée à la Pologne de nouveau indépendante et retrouve son nom de Wadowice.

## Histoire de la synagogue

### Construction de la synagogue
Du Moyen Âge jusqu'à l'ère constitutionnelle de la monarchie austro-hongroise, Wadowice maintient l'interdiction aux Juifs de s'installer dans les limites de la ville. Ce n'est qu'avec la série de lois d'émancipation et de réformes de 1867-1868 que les premiers Juifs peuvent s'établir dans la ville. La communauté juive va se développer rapidement dans les années 1880-1890. Les premiers Juifs s'installent dans la partie nord-ouest de la ville (l'actuelle place des Héros du Ghetto)qui devient le quartier juif. Organisés en communauté vers 1880, ils bâtissent une première synagogue en bois et fondent un cimetière.
Face à la croissance rapide de la communauté, celle-ci décide de remplacer l'ancienne synagogue par une synagogue en brique. La nouvelle synagogue de Wadowice, située dans l'ancienne rue Marcina Wadowita (aujourd'hui au 10 rue Gimnazjalna), est construite dans les années 1885-1889. Les dons des fidèles - à l'époque, il y a environ 75 familles - n'étant pas suffisants, un prêt est contracté auprès des banques de Bielsko, qui sera remboursé jusqu'en 1918. L'architecte Carl Korn juif de Bielsko, est connu pour avoir construit entre autres plusieurs synagogues locales, comme celle de Bielsko, d'Auschwitz (maintenant Oświęcim), d'Andrichau (maintenant Andrychów), ainsi que des églises.
La synagogue de Wadowice est édifiée à l'initiative de Juifs allemands dans le style populaire des synagogues progressistes en Allemagne à la fin du XIXe siècle. La décoration intérieure est simple, sans peintures murales, à l'exception du plafond peint d'étoiles. Au-dessus de l'Aron ha-kodesh (Arche Sainte), est inscrite une citation de la Bible. Juste à côté de l'Arche, se trouve la bimah, faite de marbre et de bois d'ébène et de l'autre côté le pupitre du hazzan (chantre). Construite comme une synagogue réformée, la synagogue comprend une galerie réservée pour les femmes située au premier étage sur trois côtés de la salle de prière et sur le côté Est au-dessus de l'Arche Sainte, un emplacement pour l'orgue et le choeur.
Cependant, avec l'arrivée massive de Juifs orthodoxes originaire de Galicie orientale en provenance des villes voisines d'Oświęcim, Zator et Chrzanów, à la recherche de travail, le bâtiment est modifié, et l'entrée de la galerie située à l'Est, destinée à l'orgue et au chœur féminin est murée. À la demande des traditionalistes, la flèche métallique qui couronne le dôme est également démontée, ce qui a permis d'affiner les lourdes proportions du dôme polygonal posé sur un tambour bas. Hormis ces quelques changements, la synagogue conserve son caractère progressif.
La salle de prière réservée aux hommes au rez-de-chaussée possède plusieurs centaines de sièges et des places debout, permettant d'accueillir la grande majorité de la communauté lors des fêtes importantes. De l'extérieur, le bâtiment de style éclectique, couronné d'un dôme à huit pans, parait massif et imposant. Les Tables de la Loi surmontent le fronton. Les hautes fenêtres pseudo-gothiques de la façade sont couronnées d'archivoltes de style mauresque. Le portail à arc en plein cintre sur la façade principale est surmontée d'une petite rosace inscrite dans une haute arcade, ainsi que d'un fronton à arcatures aveugles. Le corps central de la synagogue est couronné par quatre pinacles couverts d'un petit dôme, deux sur la face avant et deux à l'arrière. La synagogue et sa grande cour sont entourées d'une clôture ajourée avec des poteaux en briques.

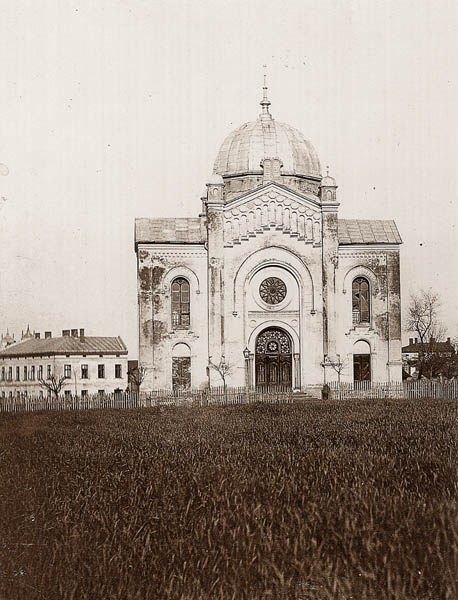
La synagogue avant 1926 avec sa flèche
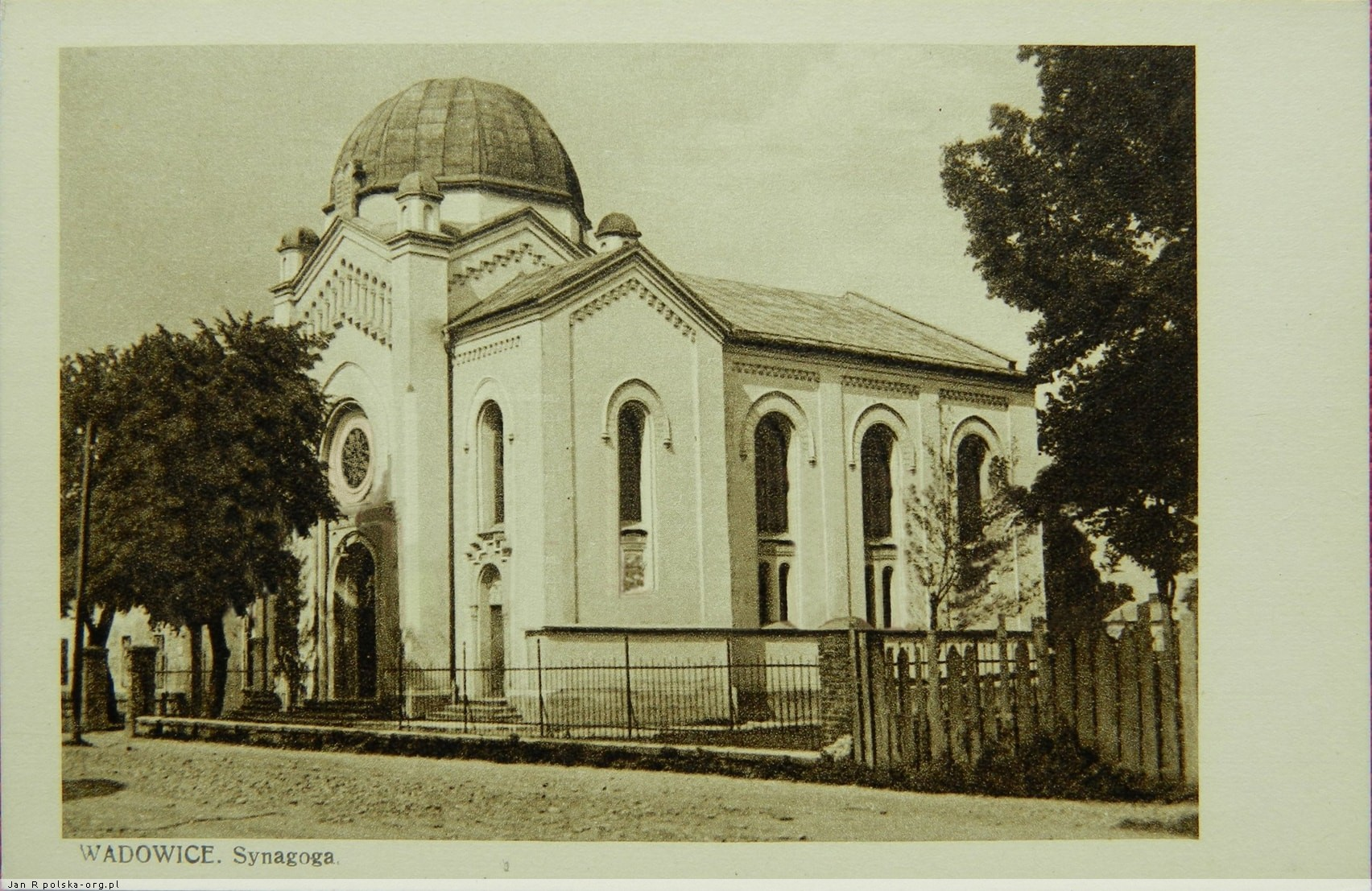
La synagogue après 1926 dont la flèche a été démontée

### Visite du futur pape Jean-Paul II
En 1937, invité par son ancien camarade de classe juif, Jerzy Kluger, le jeune Karol Wojtyla, futur pape Jean-Paul II, assiste dans la synagogue à un concert du hazzan (chantre) David Kussawiecki.
Le pape Jean-Paul II parle de la synagogue de Wadowice dans son livre "Franchir le seuil de l'espoir":
« Je me souviens très bien de l'image des Juifs se rendant le samedi à la synagogue, qui était située à l'arrière de notre école secondaire. Les deux groupes religieux, catholiques et juifs, étaient unis, je suppose, par la conscience qu'ils priaient le même Dieu. Malgré la différence de langue, les prières à l'église et à la synagogue étaient largement basées sur les mêmes textes. »
La synagogue est également mentionnée dans le film Karol, l'homme qui devint pape

### Destruction de la synagogue

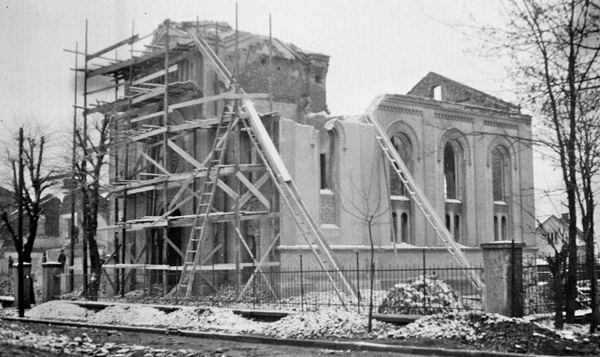
la synagogue en ruine

Fin octobre 1939, quelques jours seulement après la prise de la ville par la Wehrmacht au début de la Seconde Guerre mondiale, les Allemands, probablement des SS des Einsatzkommandos, mettent le feu à la synagogue. Fin mai ou début juillet 1940, les ruines du bâtiment sont dynamitées par deux mineurs polonais employés au camp de travail forcé de la mine de Brzeszcze. Les gravats sont utilisés, entre autres, pour paver le bourbier de la rue Aleja Wolności (vis à vis de Willa Józefówki) et pour construire de nouvelles serres dans le parc.

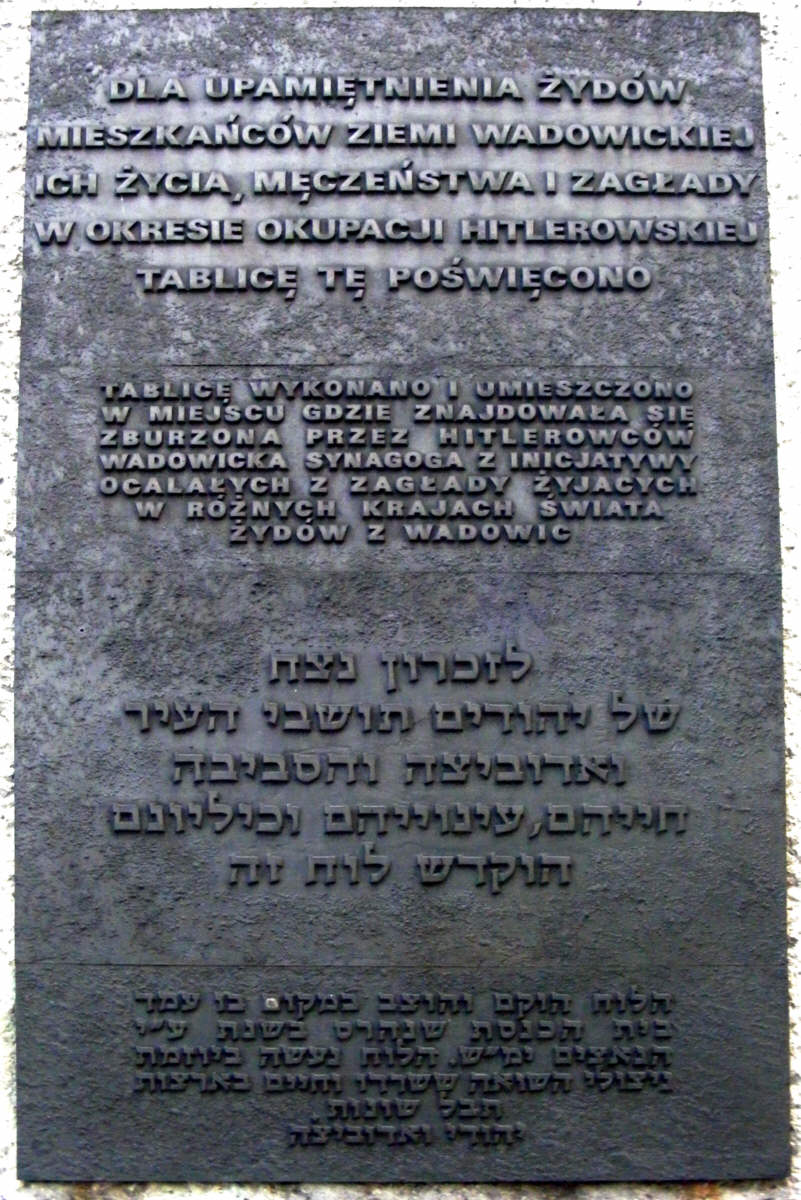
Plaque commémorative à l'emplacement de la synagogue

Après la fin de la guerre, un nouveau bâtiment est construit à l'endroit où se trouvait la synagogue, qui abrite aujourd'hui un jardin d'enfants. En 1989, à l'occasion de l'anniversaire de la liquidation du ghetto de Wadowice en 1943, une plaque commémorative bilingue en polonais et en hébreu est apposée sur le bâtiment situé à l'emplacement de la synagogue, en souvenir des 2 000 Juifs assassinés par les nazis:
« Cette plaque commémore les habitants juifs de la région de Wadowice, leur vie, leur martyre et leur extermination pendant l'occupation nazie. La plaque a été réalisée et placée à l’endroit où se trouvait la synagogue de Wadowice détruite par les nazis, à l'initiative des Juifs de Wadowice qui ont survécu à la Shoah et qui vivent dans différents pays du monde. »